# IC 2544
IC 2544 ist eine Spiralgalaxie vom Hubble-Typ Sc im Sternbild Kleiner Löwe am Nordsternhimmel. Sie ist schätzungsweise 388 Millionen Lichtjahre von der Milchstraße entfernt und hat einen Durchmesser von etwa 45.000 Lichtjahren.
Im selben Himmelsareal befinden sich u. a. die Galaxien NGC 3118 und IC 2542.
Das Objekt wurde am 12. Mai 1896 von Stéphane Javelle entdeckt.